# Kreuzeckhaus
Das Kreuzeckhaus, auch unter dem Namen Adolf-Zoeppritz-Haus bekannt, ist eine fast ganzjährig bewirtschaftete Berghütte der Sektion Garmisch-Partenkirchen des Deutschen Alpenvereins. Die Hütte befindet sich auf dem Kreuzeck, direkt gegenüber der markant geformten Alpspitze; sie wurde 1906 eingeweiht und liegt auf 1650 m ü. NHN Höhe.

## Zugänge
- Mit der Kreuzeck-Gondelbahn von Garmisch/Hammersbach bis neben das Haus.
- Von Hammersbach über das Waldeck (ca. 3 Stunden Bergsteig).

## Übergänge
- Zur Höllentalangerhütte über das Hupfleitenjoch und die Knappenhäuser (2 ½ Stunden, Trittsicherheit erforderlich)
- Zur Reintalangerhütte über den unteren Bernadeinweg, die Bockhütte und durchs Reintal (4 ½ Stunden, Trittsicherheit erforderlich)
- Zur Meilerhütte über Unteren Bernadeinweg, Bockhütte, Oberreintal und Schachenhaus (6 Stunden, Trittsicherheit erforderlich)
- Zur Stuibenhütte (nur im Winter, für Selbstversorger)

## Gipfel
- Alpspitze (2620 m) über Schöngänge und Ostgrat (3½ Stunden, alpine Erfahrung, Trittsicherheit und Schwindelfreiheit sind erforderlich), oder über den Nordwand-Ferrata-Klettersteig (nur für Geübte mit der entsprechenden Ausrüstung)
- Hoher Gaif (2289 m) über Schöngänge, Nordflanke und oberen Ostgrat (3 ½ Stunden, Klettertour mit Schwierigkeitsgrad II)

## Bilder

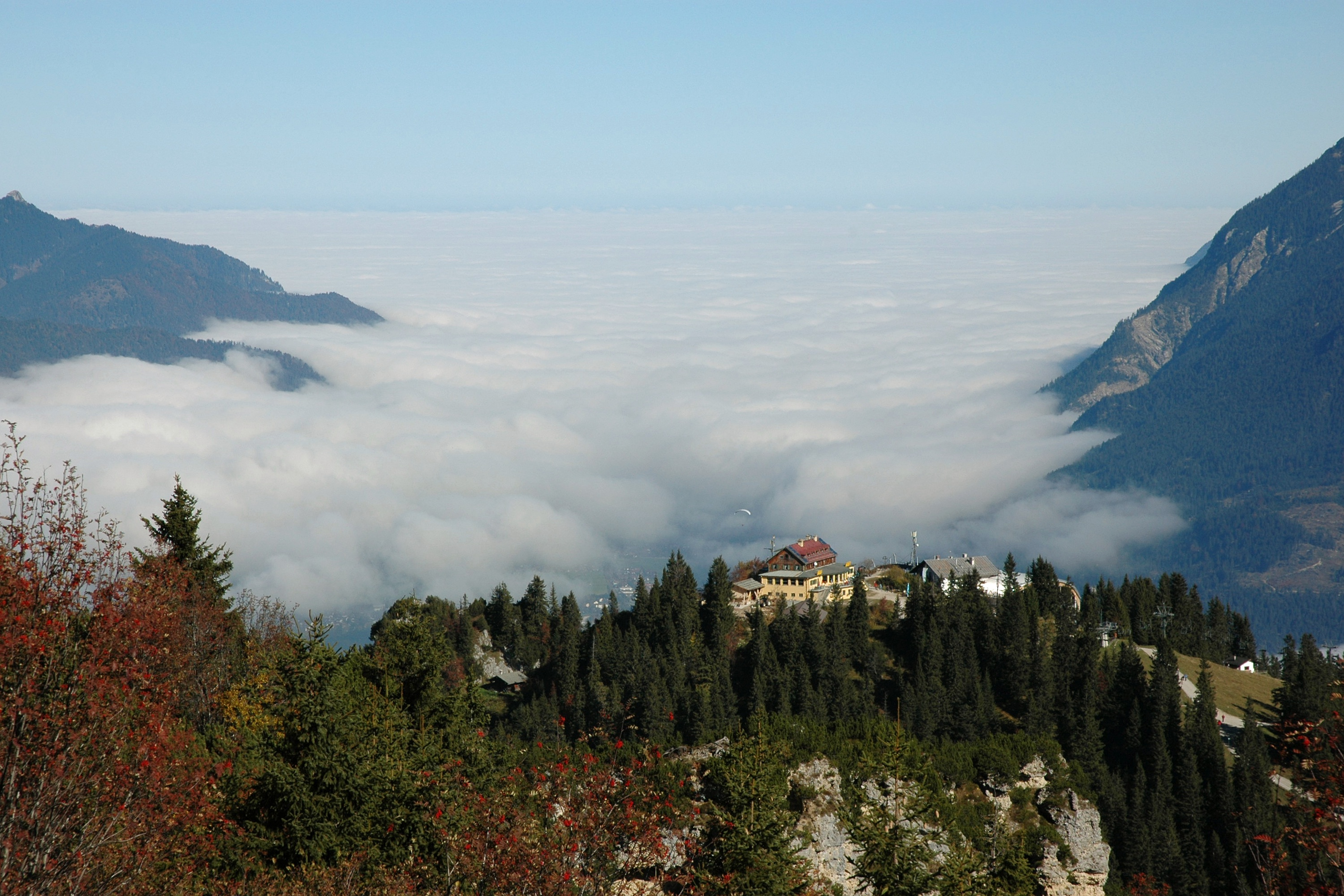
Das Kreuzeckhaus über dem Wolkenmeer (2006)
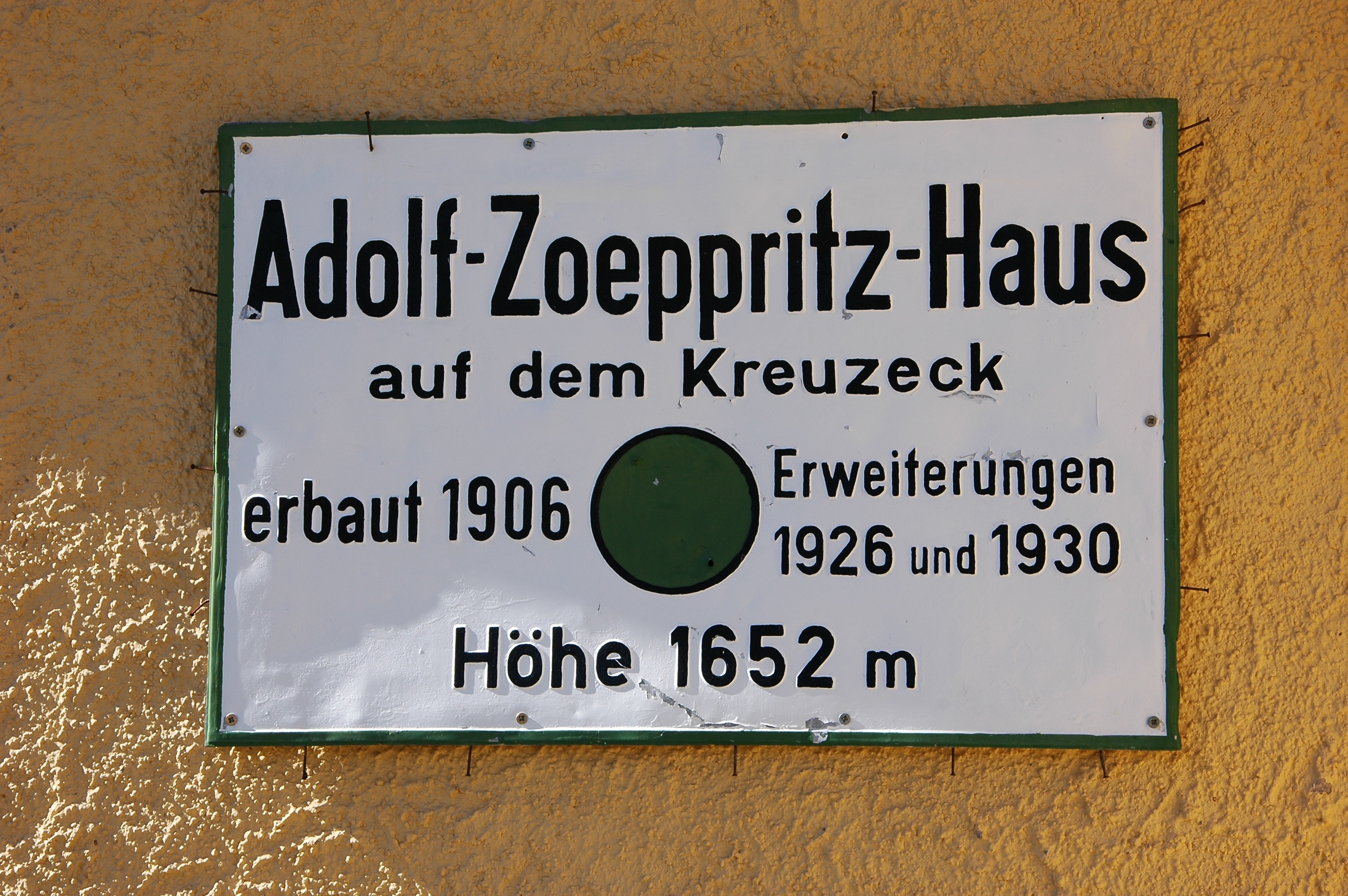
Schild am Kreuzeckhaus (2010)
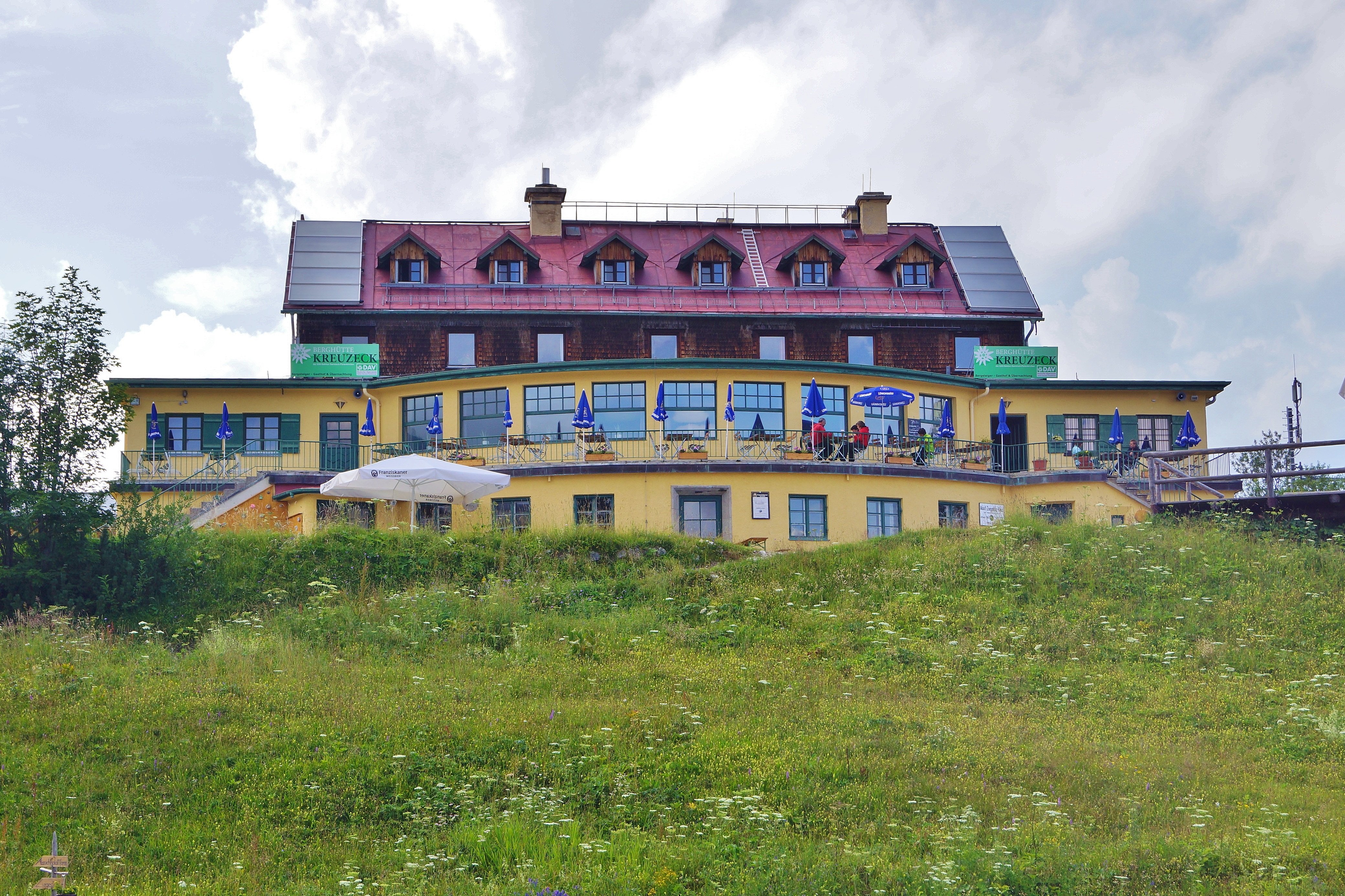
Südost-Seite des Kreuzeckhauses (2012)

## Sonstiges
Nach dem Umbau der Hütte im Jahr 1926 gestaltete der Maler und Grafiker Wilhelm Emil „Elk“ Eber 1928 im Treppenaufgang das Fresko mit einem Bergsteigermotiv, das wie auch sein Bild Der Bergführer (1925) noch heute dort zu besichtigen ist.

## Nachweise
1. 1 2  Lage und Höhe auf «BayernAtlas».
2. ↑  Elk Emil Eber, Galleria d’Arte Thule (italienisch)